# Requiem for a Dream (bande originale)
Requiem for a Dream - Original Music Composed by, du compositeur britannique Clint Mansell (featuring the Kronos Quartet), est la bande originale distribuée par Nonesuch, du film dramatique américain, Requiem for a Dream, réalisé par Darren Aronofsky en 2000. Deux titres de cet album, Bialy & Lox Conga et Bugs Got a Devilish Grin Conga, sont composés et interprétés par le groupe The Moonrats.

## Liste des titres
| 1.    | Summer Overture                     | Clint Mansell | 2:36 |
| 2.    | Party                               | Clint Mansell | 0:28 |
| 3.    | Coney Island Dreaming               | Clint Mansell | 1:04 |
| 4.    | Party                               | Clint Mansell | 0:36 |
| 5.    | Chocolate Charms                    | Clint Mansell | 0:25 |
| 6.    | Ghosts of Things To Come            | Clint Mansell | 1:33 |
| 7.    | Dreams                              | Clint Mansell | 0:44 |
| 8.    | Tense                               | Clint Mansell | 0:37 |
| 9.    | Dr. Pill                            | Clint Mansell | 0:42 |
| 10.   | High on Life                        | Clint Mansell | 0:11 |
| 11.   | Ghosts                              | Clint Mansell | 1:21 |
| 12.   | Crimin' & Dealin'                   | Clint Mansell | 1:44 |
| 13.   | Hope Overture                       | Clint Mansell | 2:31 |
| 14.   | Tense                               | Clint Mansell | 0:28 |
| 15.   | Bialy & Lox Conga                   | The Moonrats  | 0:45 |
| 16.   | Cleaning Apartment                  | Clint Mansell | 1:25 |
| 17.   | Ghosts-Falling                      | Clint Mansell | 1:11 |
| 18.   | Dreams                              | Clint Mansell | 1:02 |
| 19.   | Arnold                              | Clint Mansell | 2:35 |
| 20.   | Marion Barfs                        | Clint Mansell | 2:22 |
| 21.   | Supermarket Sweep                   | Clint Mansell | 2:14 |
| 22.   | Dreams                              | Clint Mansell | 0:32 |
| 23.   | Sara Goldfarb Has Left the Building | Clint Mansell | 1:17 |
| 24.   | Bugs Got a Devilish Grin Conga      | The Moonrats  | 0:57 |
| 25.   | Winter Overture                     | Clint Mansell | 0:19 |
| 26.   | Southern Hospitality                | Clint Mansell | 1:23 |
| 27.   | Fear                                | Clint Mansell | 2:26 |
| 28.   | Full Tense                          | Clint Mansell | 1:04 |
| 29.   | The Beginning of the End            | Clint Mansell | 4:28 |
| 30.   | Ghosts of a Future Lost             | Clint Mansell | 1:50 |
| 31.   | Meltdown                            | Clint Mansell | 3:55 |
| 32.   | Lux Aeterna                         | Clint Mansell | 3:54 |
| 33.   | Coney Island Low                    | Clint Mansell | 2:13 |
| 50:52 |                                     |               |      |

## Autour de la bande originale
- Cet album se découpe en trois thèmes:

1. Summer (Été) piste 1 à 15
2. Fall (Automne) piste 16 à 24
3. Winter (Hiver) piste 25 à 33[1].